# أكيشوكوا أوكوري
أكيشوكوا أوكوري (بالإنجليزية: Ikechukwu Okorie)‏ هو لاعب كرة قدم نيجيري في مركز الدفاع، ولد في 18 نوفمبر 1993 في نيجيريا. لعب مع النادي المصري.

## وصلات خارجية
- أكيشوكوا أوكوري على موقع الاتحاد الدولي (مؤرشف)  (الإنجليزية)
- أكيشوكوا أوكوري على موقع قاعدة بيانات كرة القدم.إي يو (الإنجليزية)